# Lluís Calvo i Calvo
Lluís Calvo i Calvo (13 d'abril de 1957) és un antropòleg, historiador de la ciència i investigador català.
Doctorat en Antropologia per la Universitat de Barcelona el 1989, Lluís Calvo exerceix la seva tasca professional com a Investigador Científic al Departament d'Història de la Ciència de la Institució Milà i Fontanals de Recerca en Humanitats, el centre de recerca en Humanitats de referència del CSIC a Catalunya, centre del qual és també el director des de l'any 1998. A més, des de l'any 2000, Calvo és el delegat institucional del Consell Superior d'Investigacions Científiques a Catalunya. També és el director científico-cultural de la 'Residència d’Investigadors de Barcelona', un consorci públic creat l'any 1993 pel Consell Superior d'Investigacions Científiques i per la Generalitat de Catalunya. Fruit de la seva tasca professional, destaquen les seves publicacions en l'àmbit de l'antropologia, i especialment l'antropologia a Catalunya. Del 1993 al 1996 va ser el primer director de l'“Inventari del Patrimoni Etnològic de Catalunya”. Des del 1992 és el director de la Revista d'Etnologia de Catalunya i membre del Consell Assessor de revistes com la Revista de Dialectología y Tradiciones Populares. També és responsable de la direcció de la col·lecció de llibres d'Antropologia de la Editorial CSIC “Biblioteca de Dialectología y Tradiciones Populares”.

## Publicacions[4]
- Historia de la antropología en Cataluña (1997)
- Tomàs Carreras i Artau o el tremp de l'etnologia catalana (1994)
- La antropología en Cataluña (1915-1970) (1991)
- Violant i Simorra, conjuntament amb Ramona Violant Ribera (1990)
- Joan Amades i Gelats (1990)